# Ortigosa del Monte
Ortigosa del Monte è un comune spagnolo di 377 abitanti situato nella comunità autonoma di Castiglia e León.